# Veza Canetti
Veza Canetti, avstrijska pisateljica in prevajalka, * 21. november 1897, Dunaj; † 1. maj 1963, London, Anglija.

## Življenje
Veza Canetti se je leta 1897 rodila na Dunaju pod imenom Venetiana Taubner-Calderon. Njena mati je bila sefaradinka in oče Jud, po rodu Madžar. Lepa in nadarjena književnica je bila po prvi svetovni vojni najprej zaposlena kot učiteljica angleščine. Že od rojstva je bila brez leve podlahti. Pri 27. letih je spoznala svojega bodočega moža Eliasa Canettija, s katerim se je leta 1934 tudi poročila. Prijateljevala je s Karlom Krausom in se zavzemala za avstromarksizem. V dunajskem časopisu Arbeiter-Zeiung, so leta 1933 v treh delih izšle njene pripovedi Kanal (nem. Der Kanal). Veza Canetti je v založbi Malik in v časopisih, ki so izhajali v izgnanstvu, svoja dela objavljala pod naslednjimi psevdonimi:  
- Veronika Knecht
- Martha Murner
- Martina Murner
- Veza Magd.

Pod psevdonimom Veza Magd so izšli njeni prevodi iz angleščine, med njimi tud delo Grahama Greenea Moč in veličastnost (ang. The Power and the Glory). V času svojega življenja za svoje romane ni našla nobenega založnika. Rokopis romana o Kasparju Hauserju in o temi Uživalec (nem. Der Genießer) je uničila. Ohranjen avtobiografski roman Želve (nem. Die Schildkröten) opisuje njen pobeg v Anglijo. Več desetletij je bila literarna svetovalka svojemu možu. V kolikšni meri je mož podpiral njeno literarno ustvarjanje, ni znano. Ko je ugotovil, da so se germanisti v osemdesetih letih začeli zanimati za nekatera njena dela, je leta 1990 objavil nekaj rokopisov iz zapuščine. V njegovi avtobiografiji njena dela niso omenjena.
Odnos med njo in njenim možem je bil težak, zaradi njegovih pogostih in intenzivnih srečanj z drugimi ženskami. V času izgnanstva v Londonu, kjer je od leta 1938 živela s Canettijem, je leta 1963 Veza Canetti po vsej verjetnosti storila samomor. Nikakor ni hotela nazaj na Dunaj, kajti tam so nacisti vse Jude močno preganjali.

## Dela
- Die gelbe Straße (slo. Rumena ulica, v slovenščino prevedel Stanko Jarc, Mohorjeva Družba, 1996 (COBISS)), roman, 1990
- Der Oger. Ein Stück, (slo. Oger) 1991
- Geduld bringt Rosen (slo. Potrpljenje prinaša vrtnice), 1992
- Die Schildkröten (slo. Želve). Roman, 1999
- Der Fund. Erzählungen und Stücke, (slo. Najdba. Pripovedke in dela), 2001